# Walking Big & Tall
Walking Big & Tall, llamado Grande y alto en Hispanoamérica y Pisando fuerte y alto en España, es un episodio perteneciente a la vigesimosexta temporada de la serie animada Los Simpson, emitido originalmente el 8 de febrero de 2015 en EE. UU. El episodio fue escrito por Michael Price y dirigido por Chris Clements.

## Sinopsis
En una reunión en el ayuntamiento, Moe regresa de sus vacaciones en Tuscaloosa y deja a la ciudad en shock al revelar que su himno es un genérico que es utilizado por muchas ciudades de todo el mundo. Los residentes atan a Hans Moleman - el exalcalde que compró el himno de un vendedor - y lo ponen en un caballo que galopa en el desierto. Lisa le dice al alcalde Quimby que ella podría escribir un nuevo himno pero de repente Pharrell Williams aparece y dice que él también la podía escribir, y comienza a recitar su canción "Happy". Quimby declara que Lisa se ofreció por primera vez, por lo que da a Pharrell el mismo castigo que a Moleman.  
Lisa y Bart se proponen componer un nuevo himno y lo realizan. Homero tiene dificultad para sentarse en su asiento debido a su obesidad. Cuando él debe estar de pie para dar una ovación de pie arranca su fila de asientos y causa la destrucción del teatro. Marge le exige que se una a un grupo de control de peso, pero se une a un grupo que está a cargo de Albert, quien mientras se moviliza en un scooter afirma que la obesidad es hermosa. Ellos causan una interrupción fuera de una tienda de moda que afirman que promueve talles exageradamente delgados, y todos son arrestados.  
Marge llega para rescatar a Homero con la condición de que abandonar el grupo y empezará una dieta, pero él se niega y vuelve a la cárcel con sus amigos obesos. Lisa y Bart tratan de componer una canción para convencer a Homero de dejar el grupo, pero con tanto argumentos nunca logran realizarlo. Marge señala que Homero no debe seguir a Albert y ella señala que lo que él dice lo dice porque es demasiado vago para caminar. Él intenta levantarse de su moto para demostrar que estaba equivocada, pero sufre un ataque cardíaco y se muere. Homero ofrece un encomio durante el funeral de Albert, donde al enterarse de que el fallecido solo tenía 23 años, aboga por las personas obesas a perder peso. Él y Marge caminan a casa mientras él promete hacer una dieta yo-yo, y un montaje muestra el físico de Homer cambiar drásticamente con su edad.

## Recepción

### Crítica
Dennis Perkins de The A.V. Club le dio al episodio una B-, diciendo: 

"La construcción descuidada de los últimos días de los episodios Simpsons nunca es más pronunciada que en "Walking Big & Tall", una amalgama chapucera de dos parcelas marginalmente prometedores que se han beneficiado de algún espacio para respirar. Incluso más que la delgadez resultante habitual de principal y sub-trama, "Walking Big & Tall", crea una historia-A y simplemente lo abandona en favor de otro, el resultado desconcertante de que es un confuso monstruo de dos cabezas de un episodio cuyos destellos de la cruz de diversiones bajo sucesión mezquina de esta última parcela de chistes de grasa".

### Audiencia
El episodio recibió una audiencia de 2.780.000 televidentes, por lo que fue el segundo programa más visto de Fox esa noche después de Family Guy episodio "Quagmire's Mom".